# Tang Hualong

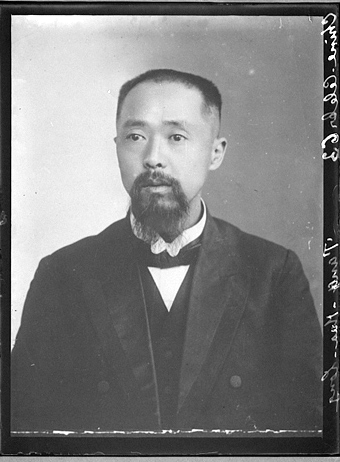

Tang Hualong (汤化龙, né en 1874 à Hershui (aujourd'hui Xishui), dans le Hubei – mort le 1er septembre 1918 au Canada) est un homme politique chinois qui fut ministre de l'Éducation de 1914 à 1915 et ministre de l'Intérieur en 1917 dans le gouvernement de la République de Chine.
Membre de l'assemblée de la province du Hubei, il est le premier politicien à rejoindre le camp des mutins pendant le soulèvement de Wuchang. Il devient ensuite le premier président du Parti démocratique.
Parmi les pères fondateurs de la république, certains ont été progressivement éclipsés et vilipendés après la prise du pouvoir par le Kuomintang et l'établissement de son propre "État-parti" en raison de leurs problèmes avec la faction violente du Kuomintang. Parmi ces personnages, Tang Hualong était le plus lésé. Tang Hualong était l'un des pères fondateurs du soulèvement de Wuchang, qui, avec Li Yuanhong et d'autres, a soutenu les années les plus difficiles de la révolution, créé le premier gouvernement post-révolutionnaire, participé à la création de la première loi moderne sur les traités en Chine et apporté une contribution monumentale à la création de la République. Il est toutefois assassiné par le Parti révolutionnaire chinois de Sun Yat-sen et est faussement accusé d'être un "laquais de Yuan Shikai" après sa mort.

## Études
Pionnier du constitutionnalisme et a été nommé maître de conférences en littérature chinoise à l'université du Shanxi par le maître d'école du Shanxi, Bao Xi, immédiatement après la réussite de son examen. En 1904, Tang Hualong se présente à l'examen impérial du ministère des Rites et obtient un diplôme de bachelier.
En 1906, il est sélectionné par le Jinshijuan comme étudiant financé par le gouvernement pour aller au Japon et s'inscrit à l'université de droit et de politique de Tokyo. Pendant son séjour au Japon, Tang Hualong a non seulement acquis des connaissances sur le droit et la politique modernes, mais il s'est également lié d'amitié avec un groupe de personnes désireuses de mettre en œuvre le constitutionnalisme en Chine.
Il retourne en Chine deux ans plus tard après avoir terminé ses études et devient le chef du ministère des affaires civiles. En 1909, lorsque la cour des Qing a mis en place des bureaux consultatifs provinciaux pour préparer le constitutionnalisme, le gouverneur du Hubei, Chen Kui-long, a demandé à la cour d'envoyer Tang Hualong dans le Hubei pour faire les préparatifs. Lorsque Tang Hualong est retourné dans le Hubei, il a d'abord été nommé conseiller au bureau préparatoire du Conseil consultatif du Hubei, puis élu vice-président du Conseil, et après la première session ordinaire, il a été élu président. Cette année-là, Tang Hualong avait 35 ans.

## Assassinat
Il est assassiné de deux coups de feu, le 1er septembre 1918 à Victoria au Canada près de l'Association chinoise par un barbier chinois local nommé Wong Chun (ou Wang Chang) (1886–1918), qui prit alors la fuite et, après avoir couru une certaine distance, tourna son revolver contre lui et mourut à l’instant où on allait l’atteindre. Tang Hualong avait 43 ans.